# HNK Frankopan Rokovci-Andrijaševci
HNK Frankopan je nogometni klub iz Rokovaca i Andrijaševaca, svoje utakmice igra na stadionu Goričice u Andrijaševcima. 
Trenutačno se natječe u 2. ŽNL Vukovarsko-srijemskoj NS Vinkovci.
U sklopu kluba od 2008. godine djeluje Škola Nogometa, u kojoj aktivno trenira stotinjak igrača od 5 - 17 godina. Natječu se u okviru Kvalitetne Lige Mladeži Vukovarsko-srijemske županije i Lige Mladeži Nogometnog Središta Vinkovci u kategorijama Prstića - Mlađih Limača, Limača, Mlađih Pionira, Pionira, Kadeta i Juniora.

## Povijest
Klub je osnovan 1931. godine pod imenom ŠK Zemljoradnik. Rad kluba je obnovljen 1948. godine pod imenom FD Zemljoradnik, 1953. godine mijenja ime u NK Mladost da bi 1959. godine promijenio u NK Partizan, te je to ime nosio do 1991. godine, kada ga mijenja u NK Frankopan.

### Plasmani kluba kroz povijest
| Sezona      | Liga                                                    | Plasman               |
| ----------- | ------------------------------------------------------- | --------------------- |
| 1960./61.   | Podsavezna nogometna liga NP Vinkovci                   | 8. mjesto             |
| 1961./62.   | Podsavezna nogometna liga NP Vinkovci                   | 8. mjesto             |
| 1962./63.   | Podsavezna nogometna liga NP Vinkovci                   | 6. mjesto             |
| 1963./64.   | Podsavezna nogometna liga NP Vinkovci                   | 7. mjesto             |
| 1964./65.   | Podsavezna nogometna liga NP Vinkovci                   | 10. mjesto            |
| 1965./66.   | Podsavezna nogometna liga NP Vinkovci                   |                       |
| 1966./67.   | Podsavezna nogometna liga NP Vinkovci                   | 6. mjesto             |
| 1967./68.   | Podsavezna nogometna liga NP Vinkovci                   | 9. mjesto             |
| 1968./69.   | Podsavezna nogometna liga NP Vinkovci                   | 13. mjesto            |
| 1970./71.   | Grupno prvenstvo NP Vinkovci Grupa I                    | 3. mjesto             |
| 1971./72.   | Grupno prvenstvo NP Vinkovci Grupa I                    | 1. mjesto             |
| 1972./73.   | Područna nogometna liga NSP Vinkovci                    | 16. mjesto            |
| 1976./77.   | Grupno prvenstvo NP Vinkovci Grupa I                    |                       |
| 1977./78.   | Grupno prvenstvo ONS Vinkovci Grupa I                   | 2. mjesto             |
| 1978./79.   | Grupno prvenstvo ONS Vinkovci Grupa I                   | 1. mjesto             |
| 1979./80.   | Općinska nogometna liga Vinkovci                        | 3. mjesto             |
| 1980./81.   | Općinska nogometna liga Vinkovci                        |                       |
| 1981./82.   | Općinska nogometna liga Vinkovci                        | 4. mjesto             |
| 1982./83.   | Općinska nogometna liga Vinkovci                        |                       |
| 1983./84.   | Općinska nogometna liga Vinkovci                        | 1. mjesto             |
| 1984./85.   | Međuopćinska nogometna liga Vinkovci – Županja – Đakovo | 2. mjesto             |
| 1985./86.   | Međuopćinska nogometna liga Vinkovci – Županja – Đakovo | 13. mjesto            |
| 1986./87.   | Općinska nogometna liga Vinkovci                        | 12. mjesto            |
| 1987./88.   | 1. općinska nogometna liga Vinkovci                     |                       |
| 1988./89.   | 1. općinska nogometna liga Vinkovci                     | 8. mjesto             |
| 1989./90.   | 1. općinska nogometna liga Vinkovci                     |                       |
| 1990./91.   | 1. općinska nogometna liga Vinkovci                     | 4. mjesto             |
| 1991./92.   | klub se nije natjecao                                   | klub se nije natjecao |
| 1992./93.   | 6. HNL Vinkovci                                         | 1. mjesto             |
| 1993./94.   | 5. HNL - Istok                                          |                       |
| 1994./95.   | 4. HNL - Istok                                          | 6. mjesto             |
| 1995./96.   | 1. ŽNL Vukovarsko-srijemska                             |                       |
| 1996./97.   | Međužupanijska nogometna liga Istok                     | 9. mjesto             |
| 1997./98.   | 3. HNL – Osijek – Vinkovci                              | 15. mjesto            |
| 1998./99.   | 1. ŽNL Vukovarsko-srijemska Grupa B                     | 13. mjesto            |
| 1999./2000. | 1. ŽNL Vukovarsko-srijemska Grupa B                     | 4. mjesto             |
| 2000./01.   | 1. ŽNL Vukovarsko-srijemska Grupa B                     | 6. mjesto             |
| 2001./02.   | 1. ŽNL Vukovarsko-srijemska                             | 8. mjesto             |
| 2002./03.   | 1. ŽNL Vukovarsko-srijemska                             | 3. mjesto             |
| 2003./04.   | 1. ŽNL Vukovarsko-srijemska                             | 7. mjesto             |
| 2004./05.   | 1. ŽNL Vukovarsko-srijemska                             | 7. mjesto             |
| 2005./06.   | 1. ŽNL Vukovarsko-srijemska                             | 15. mjesto            |
| 2006./07.   | 1. ŽNL Vukovarsko-srijemska                             | 13. mjesto            |
| 2007./08.   | 1. ŽNL Vukovarsko-srijemska                             | 11. mjesto            |
| 2008./09.   | 1. ŽNL Vukovarsko-srijemska                             | 14. mjesto            |
| 2009./10.   | 1. ŽNL Vukovarsko-srijemska                             | 16. mjesto            |
| 2010./11.   | 1. ŽNL Vukovarsko-srijemska                             | 13. mjesto            |
| 2011./12.   | 1. ŽNL Vukovarsko-srijemska                             | 11. mjesto            |
| 2012./13.   | 1. ŽNL Vukovarsko-srijemska                             | 11. mjesto            |
| 2013./14.   | 1. ŽNL Vukovarsko-srijemska                             | 12. mjesto            |
| 2014./15.   | 1. ŽNL Vukovarsko-srijemska                             | 9. mjesto             |
| 2015./16.   | 2. ŽNL Vukovarsko-srijemska NS Vinkovci                 | 2. mjesto             |
| 2016./17.   | 2. ŽNL Vukovarsko-srijemska NS Vinkovci                 | 2. mjesto             |

## Vanjske poveznice
- Zajednica sportskih udruga Rokovci - Andrijaševci  Arhivirana inačica izvorne stranice od 17. studenoga 2015. (Wayback Machine)